# Сваха (телесериал)
«Сваха» (англ. Miss Match) — американский комедийно-драматический телесериал, созданный Дарреном Старом и Джеффом Рейком, и транслировавшийся на канале NBC с 26 сентября по 15 декабря 2003 года. Программа была основана на жизни профессиональной свахи Саманты Дэниелс.
Шоу получило преимущественно положительные отзывы критиков, однако было закрыто ввиду низких рейтингов. За свою роль в сериале Алисия Сильверстоун была номинирована на премии «Золотой глобус» и «Спутник».

## Сюжет
Кейт Фокс, лос-анджелеский адвокат по разводам, чья собственная личная жизнь далека от идеала, открывает своё брачное агентство.

## Актёрский состав

### Основной состав
- Алисия Сильверстоун — Кейт Фокс
- Лейк Белл — Виктория Карлсон
- Дэвид Конрад — Майкл Мендельсон
- Джоди Лонг — Клэр
- Джеймс Родэй — Ник Пейн
- Райан О’Нил — Джерри Фокс

### Второстепенный состав
- Каризма Карпентер — Серена Локнер
- Дина Мейер — Лорен Логан
- Нейтан Филлион — Адам Логан

## Производство
В феврале 2003 года было объявлено, что Дэвид Конрад, Лейк Белл и Джеймс Родэй присоединились к пилоту NBC «Сваха», главную роль в котором получила Алисия Сильверстоун. Даррен Стар и Джефф Рейк, создавшие сериал, а также Брайан Грейзер были объявлены в качестве исполнительных продюсеров шоу. В марте того же года к актёрскому составу присоединился Райан О’Нил. В мае телеканал NBC заказал производство сериала. В декабре NBC заказал четыре дополнительных эпизода, тем самым расширив сезон до 17 серий, однако в том же месяце сериал был снят с показа.

## Эпизоды
| № в сезоне | Название                  | Режиссёр            | Автор сценария                                                             | Дата премьеры    |
| ---------- | ------------------------- | ------------------- | -------------------------------------------------------------------------- | ---------------- |
| 1          | «Pilot»                   | Даррен Стар         | Джефф Рейк                                                                 | 26 сентября 2003 |
| 2          | «Who's Your Daddy?»       | Стив Майнер         | Джефф Рейк                                                                 | 3 октября 2003   |
| 3          | «Something Nervy»         | Эллисон Лидди-Браун | Джефф Рейк                                                                 | 10 октября 2003  |
| 4          | «Kate in Ex-tasy»         | Рэнди Зиск          | Сюжет : Эбби Кон и Марк Силверстин Телесценарий : Джефф Рейк и Даррен Стар | 17 октября 2003  |
| 5          | «I Got You Babe»          | Том Мур             | Шерри Купер                                                                | 24 октября 2003  |
| 6          | «Addicted to Love»        | Майкл Ланж          | Дэвид Шульнер                                                              | 7 ноября 2003    |
| 7          | «Jive Turkey»             | Деннис Эрдман       | Джефф Рейк                                                                 | 14 ноября 2003   |
| 8          | «The Love Bandit»         | Арвин Браун         | Джед Сидел                                                                 | 21 ноября 2003   |
| 9          | «Bad Judgment»            | Гита Патель         | Ребекка Аддельман                                                          | 5 декабря 2003   |
| 10         | «Santa, Baby»             | Арлин Сэнфорд       | Джефф Рейк и Джед Сидел                                                    | 12 декабря 2003  |
| 11         | «Who's Sari Now?»         | Джейми Бэббит       | Эллисон Роббинс                                                            | 15 декабря 2003  |
| 12         | «All in the Family»       | TBA                 | TBA                                                                        | TBA              |
| 13         | «Miss Communication»      | TBA                 | TBA                                                                        | TBA              |
| 14         | «The Price of Love»       | TBA                 | TBA                                                                        | TBA              |
| 15         | «All in the Family»       | TBA                 | TBA                                                                        | TBA              |
| 16         | «Forgive and Forget»      | TBA                 | TBA                                                                        | TBA              |
| 17         | «Most Hopeless Romantics» | TBA                 | TBA                                                                        | TBA              |
| 18         | «Matchmaker, Matchmaker»  | TBA                 | TBA                                                                        | TBA              |